# کمیسر رکس
کمیسر رکس (به آلمانی: Kommissar Rex) یک مجموعه تلویزیونی اتریشی-ایتالیایی با موضوع پلیسی است. این مجموعه ابتدا بین سال‌های ۲۰۰۴–۱۹۹۴ در اتریش ساخته شد اما در سال ۲۰۰۷ و از فصل ۱۱ آن در ایتالیا ساخته شد. همچنین مجموعه کانادایی هادسون و رکس یک اسپین‌آف از این مجموعه است.

## شخصیت‌ها

### رکس
سگ آموزش دیده پلیس از نژاد ژرمن شپرد است که توانایی انجام کارهای خارق‌العاده را دارد در ابتدا با کارآگاه موزر همکاری می‌کرد از توانایی‌های او می‌توان اشاره کرد به هل دادن چرخ دستی‌ها، اشاره و پیدا کردن مواد مخدر یا اجساد، استفاده از GPS متصل به او به‌طوری‌که افسران پلیس می‌توانند مسیر او را پیدا کنند، دستگیر کردن مجرمان یا زمین گیر کردن مجرمان. تا به امروز چهار قلاده سگ در نقش رکس بازی کرده‌اند. سانتو فوم زیگلمر، همچنین به عنوان 'Beejay "شناخته می‌شود از سال ۱۹۹۴ تا ۱۹۹۹ نقش رکس را ایفا کرده بود، و پس از آن توسط Rhett Butler از سال ۱۹۹۹ تا ۲۰۰۴ در سریال بازی کرده است و سپس از سال ۲۰۰۸ تا ۲۰۱۲ رکس توسط یک سگ به نام هنری بازی شده است و سرانجام از سال ۲۰۱۳ به بعد نیک سگی بود که در سریال نقش رکس را ایفا کرده است.

### همبازی رکس

#### ریچارد موزر(توبیاس مورتی، ۱۹۹۴–۱۹۹۸)

رکس و موزر. سگ

اولین شریک و همبازی رکس بازرس موزر پلیس سخت گیر است و در زمینه پزشکی قانونی اطلاعاتی دارد. صحنه نهایی فیلم بازرس رکس درگذشت موزر است، موزر در حین انجام وظیفه با یک قاتل فراری (با بازی بازیگر معروف آلمانی به نام اولریش تاکر) درگیری پیدا می‌کند در حالی که او می‌خواهد معشوق موزر را به قتل برساند، موزر پاتریشیا نهولد که (روان‌شناس و معشوق موزر) است، در حین نجات پاتریشیا، اولریش او را با اسلحه، کمرش را مورد اصابت گلوله شلیک شده قرار می‌دهد و پاتریشیا را بیهوش می‌کند و اولریش با طناب پاتریشیا را به صندلی می‌بندد، رکس راه حلی پیدا می‌کند و خود را می‌رساند تا پاتریشیا نجات دهد، اولریش اسلحه را سمت رکس می‌گیرد و می‌خواهد به رکس شلیک کند ولی موزر با شلیک کردن به جایی، حواس اولریش پرت می‌کند، موزر می‌خواهد بلند شود ولی اولریش موزر را می‌کشد، اولریش بعد از قتل موزر خودش را می‌کشد، رکس احساسات تقریباً انسانی بر پیکر بی جان موزر در بیمارستان نشان می‌دهد

#### الکساندر براندتنر(گادیون بورکهارد، ۱۹۹۸–۲۰۰۱)
او جایگزین موزر می‌شود. پس از مرگ موزر رکس افسرده شده است و از غذا خوردن امتناع می‌کند اما رکس می‌تواند با حضور او بهبود یابد و به زندگی بازگردد وهمکاری اش را با براندتنر ادامه می‌دهد و رکس دوباره به سر کار در دفتر پلیس جنایی وین بازمی‌گردد.

#### مارک هافمن(الکساندر پشیل، ۲۰۰۲–۲۰۰۴)
او سومین فردی است که همکار رکس می‌شود و جانشین براندتنر به عنوان رئیس تیم می‌شود او شخصیتی شوخ و مشتاق دارد و در زمینه حقوق قضایی اطلاعات زیادی دارد

#### لورنزو فابری(کاسپار کاپارونی، ۲۰۰۸–۲۰۱۲)

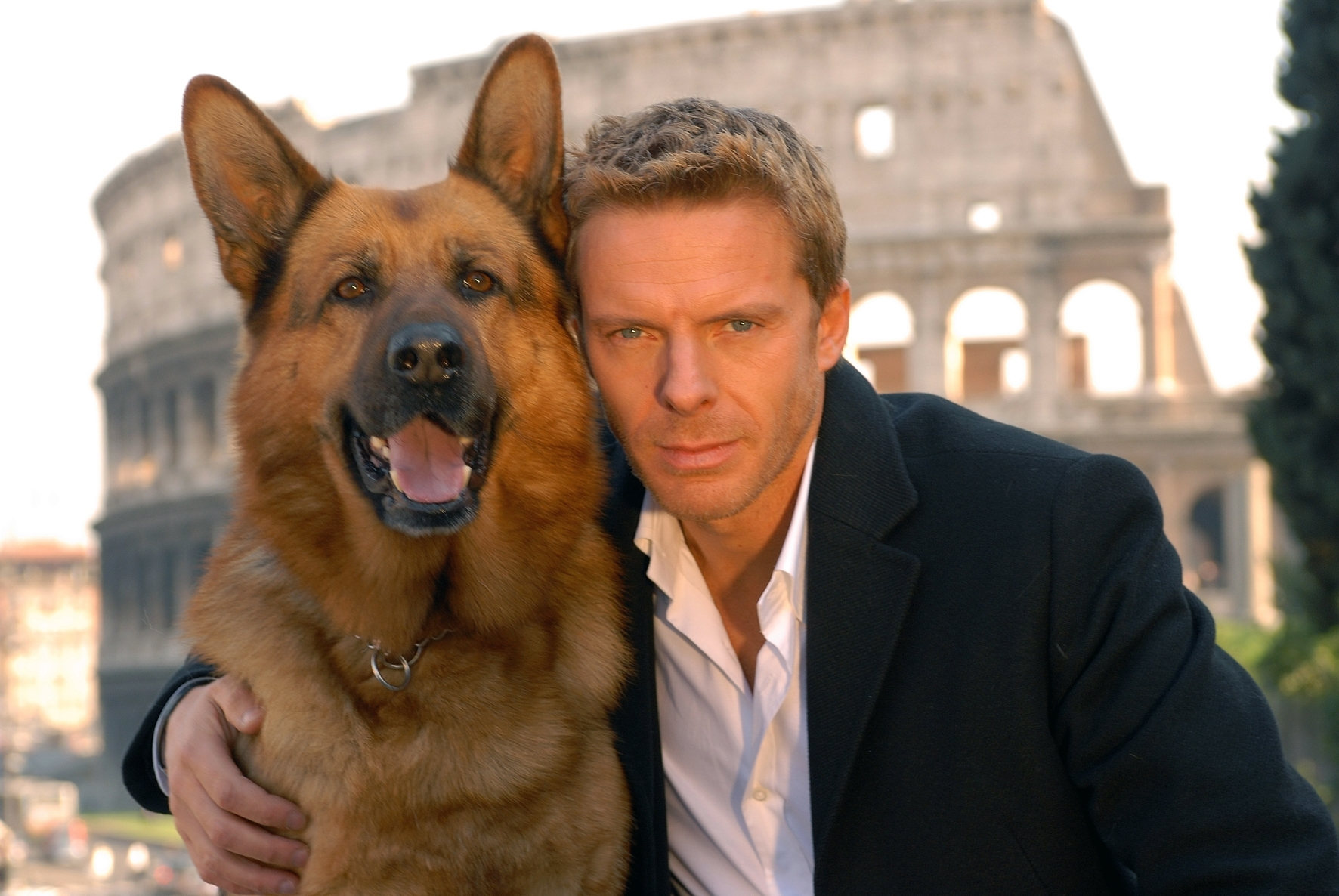
کاسپر کاپارونی همراه با رکس(۲۰۰۸)

در سری ۱۱، رکس به رم نقل مکان می‌کند. شریک جدید او یک کارآگاه ایتالیایی است، بازرس لورنزو فابری. او برای درک زبان ایتالیایی راحت به نظر می‌رسد. در قسمت دوم فصل ۱۴ (تحت عنوان «در میان گرگ‌ها») در انفجار خودرو بمب‌گذاری شده شده توسط رئیس مافیا، فابری می‌میرد
رکس فقط توانست مرگ فابری را ببیند و کاری از دستش بر نیامد بعد از مرگ وی رکس افسرده می‌شود و حاضر نیست به اداره پلیس برود.

#### داویده ریورا(اتوره باسی، ۲۰۱۲–۲۰۱۳)
داویده ریورا در فصل ۱۴ به عنوان رهبر تیم جایگزین فبری می‌شود. ریورا پس از از مرگ بازرس لورنزو فبری با رکس دوست می‌شود. او به توصیه‌های پدربزرگش گوش می‌دهد و سرانجام رکس از پرهیز از او دست می‌کشد. ریورا تا آخرین قسمت فصل ۱۵ ایفای نقش می‌کند و به دلیلی نامشخص در فصل ۱۶ ایفای نقش نمی‌کند.

#### مارکو ترزانی (فرانچسکو آرکا۲۰۱۳–۲۰۱۵)
مارکو ترزانی در فصل ۱۶ به عنوان رهبر تیم جایگزین داویده ریورا می‌شود.

#### دیگر بازپرس‌ها
- ارنست اشتوکینگر (کارل مارکوویکس)
- پیتر هولرر (وولف باشوفنر)
- کریستین بُک (هاینز وایکسلبران)
- فریتز کونتز (مارتین واینک)
- نیکی هرزوگ (الکه وینکنز) تنها افسر زن سریال
- جیاندومنیکو مورینی (فابیو فرری)
- آلبرتو مونتروسو (دومنیکو فورتوناتو)

## مقالات مرتبط
- به‌سوی جنوب
- شمال ۶۰